# Сокаремсаф
Сокаремсаф (*XIII ст. до н. е.) — давньоєгипетський діяч XIX династія у Мемфісі за володарювання фараона Сеті I.

## Життєпис
Походив х жрецького роду Мемфісу. Про його кар'єру відомо замало. Напочатку правління фараона Сеті I. Водночас стає найбільшим начальником над ремісниками (на кшталт головного архітектора держави). Втім період каденції тривав недовго. Ймовірно на Сокаремсаф вже мав похилий вік. Помер за час Сеті I.